# Persona 3: Dancing in Moonlight та Persona 5: Dancing in Starlight
Persona 3: Dancing in Moonlight (яп. ペルソナ3 ダンシング・ムーンナイト, кириліз.: Перусона Сурі: Даншінґу Мун Наіто) та Persona 5: Dancing in Starlight (яп. : ペルソナ5 ダンシング・スターナイト, кириліз.: Перусона Фаібу: Даншінґу Сута Наіто) — японські ритмічні ігри, розроблені компанією Atlus і випущені у 2018 році для консолей PlayStation 4 та PlayStation Vita. Обидві гри входять до серії Persona, яка, своєю чергою, є частиною ширшої франшизи Megami Tensei. У кожній з ігор представлено персонажів із відповідних рольових ігор: Persona 3 (2006) та Persona 5 (2016). Ігролад зосереджений на ритмічному виконанні танцювальних композицій із використанням оригінальної та реміксованої музики з відповідних ігор серії.
Розробка обидвох проєктів розпочалась у 2015 році після виходу Persona 4: Dancing All Night та позитивного прийняття останньої. До роботи над новими іграми повернулись ключові учасники команди, зокрема дизайнер персонажів Шіґенорі Соеджіма та композитор Рьота Кодзука. Dancing in Moonlight і Dancing in Starlight створювались одночасно як прямі спадкоємці Dancing All Night. Після релізу ігри отримали змішані відгуки критиків: позитивно було оцінено графіку та можливості кастомізації, тоді як ритмічний ігролад і обмежений обсяг контенту часто ставали об’єктом критики.

## Ігровий процес
Persona 3: Dancing in Moonlight та Persona 5: Dancing in Starlight — ритм-ігри, створені на основі рольових ігор Persona 3 та Persona 5. В основі кожної з них — ключові персонажі відповідної гри. Ігровий процес побудований за зразком Persona 4: Dancing All Night: обраний персонаж виконує танцювальний номер у знайомій локації з Persona 3 або Persona 5, а гравець у цей час використовує шестикнопкову систему для точного відтворення ритмічних команд відповідно до музичного треку. Під час спеціального фрагмента композиції, відомого як «Fever», до виступу приєднується партнер, а танцювальна постановка змінюється відповідно до унікальної хореографії, що відображає характер відносин між конкретними персонажами. Діалоги між героями відбуваються в «Оксамитовій кімнаті» — знаковому місці, яке регулярно з’являється у серії Persona.

## Сетинг
У серії Persona «Оксамитова кімната» є загадковим простором, що існує на межі між світом сновидінь і реальністю. У Persona 3 помічницею головного героя виступає Елізабет, тоді як у Persona 5 героя супроводжують Кароліна та Жустина — інші служителі цієї кімнати.

## Сюжет
Події Persona 3: Dancing in Moonlight та Persona 5: Dancing in Starlight відбуваються після подій Persona 4: Dancing All Night. Дізнавшись про успіх танцюристів Марґарет, її сестри — Елізабет, Кароліна та Жюстина — відчувають заздрість і вирішують кинути виклик одна одній. Для цього вони запрошують гостей зі своїх відповідних світів: Примарних крадіїв сердець з Persona 5 та S.E.E.S. з Persona 3, щоби влаштувати танцювальне змагання. У Dancing in Moonlight Елізабет за допомогою подорожі в часі переноситься у 2009 рік, щоб головний герой Persona 3 — Макото Юкі — міг взяти участь у події, оскільки до подій Starlight він уже помер. Танцювальний бал відбувається уві сні, в межах Оксамитової кімнати, а всі спогади про нього стираються після завершення події. Кароліна та Жустина обіцяють Примарним крадіям сердець скарб в обмін на участь у танцях. Після завершення змагання сестри доходять згоди, що суперництво задля визначення кращих гостей було марним, і оголошують обидві сторони переможцями. Вони відкривають, що справжньою нагородою є отриманий досвід, з чим учасники погоджуються, адже всі отримали задоволення від події. У Moonlight до танцювального колективу приєднується сама Елізабет, тоді як у Starlight Кароліна та Жустина додають додаткову нагороду — можливість побачити, як танцюють вони самі.

## Сприйняття

### Відгуки
| Агрегатор  | Оцінка |
| ---------- | ------ |
| Metacritic | 73/100 |

| Видання                   | Оцінка |
| ------------------------- | ------ |
| Electronic Gaming Monthly | 4/5    |
| Game Informer             | 7/10   |
| GameSpot                  | 9/10   |
| Hardcore Gamer            | 3.5/5  |
| Pocket Gamer              | Vita:  |
| Push Square               | 8/10   |
| RPGFan                    | 75/100 |
| Shacknews                 | 7/10   |
| USgamer                   | 3/5    |

| Агрегатор  | Оцінка      |
| ---------- | ----------- |
| Metacritic | PS4: 72/100 |

| Видання                   | Оцінка |
| ------------------------- | ------ |
| Destructoid               | 8.5/10 |
| Electronic Gaming Monthly | [ 4 ]  |
| Game Informer             | 7/10   |
| GameSpot                  | 8/10   |
| Hardcore Gamer            | 3.5/5  |
| Pocket Gamer              | Vita:  |
| Push Square               | [ 18 ] |
| Shacknews                 | 7/10   |
| USgamer                   | 3/5    |

Ігри Persona 5: Dancing in Starlight та Persona 3: Dancing in Moonlight отримали від критиків змішані або посередні відгуки, згідно з агрегатором рецензій Metacritic.
Позитивно були оцінені графіка обох проєктів та можливість кастомізації персонажів за допомогою змінного одягу. Особливо відзначалися креативні та ексцентричні костюми, які, за словами Джейкоба Букачека з Hardcore Gamer, надають фанатам можливість насолодитись переглядом улюблених персонажів у нестандартних образах під час танцювальних номерів. 
Однак ритмічний ігролад, зокрема у Dancing in Moonlight, став об'єктом критики. Розташування нот, які рухаються від центру екрана, визнали незручним і важким для сприйняття через перевантаженість візуальних ефектів. Оглядач GameInformer Суріель Васкес зазначив, що іноді просто не помічав ноти через загальну «захаращеність» екрана. Водночас позитивно було сприйнято систему модифікаторів, яка дозволяла регулювати складність ігрового процесу відповідно до уподобань гравця.
Соціальні взаємодії між персонажами викликали суперечливі враження серед рецензентів. Частина критиків вказувала на їхню поверхневість порівняно з повноцінним сюжетним режимом у Dancing All Night, зокрема Бріттані Вінсент з Shacknews, яка зауважила, що ці короткі сцени «позбавлені змісту». Інші ж, навпаки, схвально відгукувались про легший, гумористичний тон та акцент на міжперсонажній динаміці. Роберт Ремзі з Push Square висловив думку, що такий формат соціальних подій краще відповідає структурі гри, ніж довготривалий сюжетний режим.
Критику також викликала обмежена кількість контенту, особливо в Dancing in Moonlight. Нейтан Лі з RPG Fan назвав 25 пісень «мізерною кількістю», особливо з огляду на те, що деякі з них мають як оригінальні, так і реміксовані версії. Додаткові зауваження стосувались відсутності деяких персонажів, зокрема Корамару та жіночої протагоністки з Persona 3 Portable.

### Нагороди
Persona 5: Dancing in Starlight була номінована на премії від National Academy of Video Game Trade Reviewers у категоріях «Гра, заснована на музиці або виступах» та «Найкраща музична збірка».